# 懐かしのポップストップ10
懐かしのポップストップ10（なつかしのポップス・トップテン）は2007年からNHKラジオ第1放送で不定期に特別番組として放送される音楽番組である。

## 概要
元々は、主に「NHKプロ野球」の放送が予め組まれていない（試合がない、または祝日などによりナイターの開催がない）木曜日・金曜日の20時05分ごろから21時55分に生放送されていた。特に5-6月の放送頻度が多い（セ・パ交流戦が1カード2連戦であり、本来「プロ野球」を放送すべき木曜、金曜のいずれか1日、または大会後半には2日間とも行われない日があるため）。しかし2015年以降、交流戦の日程が変更され、火曜から日曜に試合が集中、そのしわ寄せもあって番組の回数が激減した。
2015年まで、まれに21時05分ごろから他の番組が入る都合で、20時55分で終了することがあった。2017年までは21時30分終了だったが、NHKの番組編成変更に伴い、2018年より21時55分終了となった。
さらに2019年からは、ナイター中継は定時番組として編成されず、祝日等に不定期放送する形態に変更されたことから、本番組も改編期等の不定期放送に形態変更された。

## 番組内容
この番組では主に1950年代から1980年代を中心とした洋楽にスポットを当て、それぞれの年代における全米の洋楽トップチャートを、総合チャートだけでなく、ジャンル別の各部門ごとにさらに詳しく分けて紹介し、その楽曲についての解説を交えて楽しむ。基本的にトップチャート10傑を中心としているが、トップチャート10傑に入らなかったが、森井が注目する曲、いわゆる「スポットライト」的な楽曲についても毎回4曲程度紹介するコーナーもある。このコーナーは、2018年より終了時間延長に伴い、9曲程度に増えた。21時台最初には、新しめの曲や話題曲をかけるコーナーが入る。2012年まで、20時30分前に入る交通情報の上乗せ曲として、その時代にヒットしたインストゥルメンタル曲をかけていたこともあった。また年代の切れ目には、その年代を振り返る総集編が組まれた。その他、2010年12月には、タレントの小野真弓をゲストに迎えた特番「クリスマス・スペシャル」が制作された。
2015年まではいわゆる年間チャートを中心に紹介していたが、1980年代までの紹介が終了したこともあってか、2016年以降は「あの日の全米トップ10」と題して、テーマに沿った週の週間チャートの紹介に移行している。

## ディスクジョッキー
- 森井嘉浩（音楽評論家）
- アシスタント（番組上では司会進行役）として、NHKのアナウンサーが日替わりで担当する。殆どはNHKプロ野球の終了時間によって発生する時間調整、ないしは雨天中止時の予備番組「スポーツジョッキー」の担当も兼ねている。2007年は関口健、2008年から2009年までは三橋大樹、2010年から2011年までは山本志保、関口泰雅、2012年は山本、中倉隆道と、基本的に担当アナウンサーが固定されていたが、2013年以降は流動的となっている。

担当したアシスタント
- 関口健
- 三橋大樹
- 山本志保
- 関口泰雅
- 岩崎博（ムーンライトシャワー進行役のDJ・ヒロシ、ミスター・イワサキと同一人物）
- 中倉隆道
- 小野卓司
- 杉原満
- 伊藤健三
- 小田切千
- 森田美由紀
- 小見誠広
- 徳田章
- 真下貴
- 與芝由三栄
- 宮本愛子 (アナウンサー)
- 柘植恵水
- 柴田祐規子